# Kanton La Javie
La Javie is een voormalig kanton van het Franse departement Alpes-de-Haute-Provence. Het kanton maakte deel uit van het arrondissement Digne-les-Bains. Het werd opgeheven bij decreet van 24 februari 2014, met uitwerking op 22 maart 2015. Alle gemeenten werden opgenomen in het kanton Seyne.

## Gemeenten
Het kanton La Javie omvatte de volgende gemeenten:
- Archail
- Beaujeu
- Le Brusquet
- Draix
- La Javie (hoofdplaats)
- Prads-Haute-Bléone